# MFKチュメニ
MFKチュメニ（ロシア語: Мини-футбольный клуб «Тюмень»）は、ロシアのチュメニをホームタウンとするフットサルクラブである。

## 歴史
クラブは1999年にMFKシブネフチプラヴォド(Сибнефтепровод)の名前で創設された。同年8月30日に最初の公式戦となったスパルタク・ミンカス戦が行われ、1-6で敗れた。2001年に2部リーグで優勝し、ロシア・フットサルスーパーリーグ昇格を決めた。同年にスポンサーが離れ、クラブ名はチュメニ(Тюмень)に変更された。
クラブ創設10周年の2009-10シーズンにスーパーリーグで過去最高の2位になった。ロシア・フットサルカップでも決勝に進出したが、ディナモ＝ヤマルに敗れて準優勝に終わった。2013年にもカップ戦決勝に進出したが、再びディナモに敗れた。